# Кичево в миналото си и сега
„Кичево в миналото си и сега. Мемоар от делегатите на кичевския край“ (изписване до 1945 година: Кичево въ миналото си и сега. Мемоаръ отъ делегатѣ на кичевския край) е документ на представители на българите от Кичевско, изпратен до правителството на Иван Евстратиев Гешов през април 1913 година. Мемоарът е публикуван в навечерието на Междусъюзническата война и има за цел да повлияе на българския кабинет да не сключва териториални сделки със Сърбия и да не изоставя крайнозападното българско землище. Мемоарът е подписан от трима учители, „пратеници на българите от Кичевско“ – свещеник Симеон Поплазаров, Методи Стършенов и Г. Иванов.